# 7647 Етрепіні
7647 Етрепіні (7647 Etrépigny) — астероїд головного поясу, відкритий 26 вересня 1989 року.
Тіссеранів параметр щодо Юпітера — 3,285.